# Anchonastus plumosus
Anchonastus plumosus is een spinnensoort uit de familie van de jachtkrabspinnen (Sparassidae).
De wetenschappelijke naam van de soort werd in 1899 als Palystodes plumosus gepubliceerd door Reginald Innes Pocock.